# Hieracium hypastrum
Hieracium hypastrum es una especie de planta con flor del género Hieracium, de la familia Asteraceae, orden Asterales.

## Distribución
Hieracium hypastrum se distribuye por Suiza, Austria y Liechtenstein.

## Taxonomía
Fue descrita científicamente por Zahn.
Tratamiento taxonómico
La especie aparece registrada y publicada en Neue Denkschr. Allg. Schweiz. Ges. Gesammten Naturwiss.